# William Leymergie
William Leymergie, né le 4 février 1947 à Libourne (Gironde), est un journaliste, animateur, chanteur, acteur, et producteur de télévision français.
Il est notamment connu pour avoir présenté trente ans durant, de 1985 à 1986 et de 1989 à 2017, l'émission Télématin, la matinale d'information générale et culturelle de France 2.

## Biographie

### Jeunesse, formation et débuts
William Leymergie passe les vingt premières années de sa vie, comme sa demi-sœur Monique (née en 1926) et son frère Serge (né en 1938), en Afrique (Algérie, Mali, Sénégal) au gré des affectations de son père, le colonel Raymond Leymergie (1904-1983),, officier dans les troupes coloniales. Après l'indépendance de l’Algérie, ce dernier démissionne de l'armée et devient expert onusien de l'économie auprès du ministère de l'Industrie algérien. Sa mère, Jeanne Jayle (1906-1989), fille de restaurateurs de Libourne, est femme au foyer.
Après un passage par le collège Eugène-Fromentin de La Rochelle où il est interne et hébergé par sa tante et son oncle le samedi et le dimanche, il retourne en Algérie en juillet 1963.
En 1967, à 20 ans, après avoir obtenu son baccalauréat, il part en France effectuer des études de lettres modernes à la faculté de Nanterre. Il est exempté du service militaire du fait que l'année de ses 20 ans il vivait en Algérie. Les événements de Mai 68 le décident à arrêter ses études de lettres. Peu enthousiasmé par le mouvement, il passe le mois de mai à La Baule avec ses amis. Il fait ensuite des études d'histoire, puis d'espagnol, sans conviction ni succès. En septembre 1970 il intègre une école de cinéma privée (le Conservatoire indépendant du cinéma français) dirigée par Jacques Daniel-Norman, avec pour projet de devenir réalisateur de films publicitaires. Cette expérience s'avère décevante, de plus l'école ferme rapidement.

### Carrière audiovisuelle
C’est en 1970 que commence sa carrière audiovisuelle, à l'Office de coopération radiophonique (Ocora), l'actuelle RFI, situé à la Maison de la Radio. Il intègre deux années plus tard l'équipe des programmes pour la jeunesse, puis, en 1975, la chaîne de radio France Inter (où il animera notamment Fréquence Mômes de 1991 à 1996). En 1974, il devient pendant un an journaliste sur TF1.
Après un intermède à l'INA, où il est enseignant[C'est-à-dire ?] au journal parlé (terme réservé à la radio).
De 1978 à 1984, il est journaliste dans Récré A2, l'émission jeunesse de Jacqueline Joubert sur Antenne 2. Elle lui confie des responsabilités éditoriales pour les directs du mercredi. Il chapeaute aussi les émissions quotidiennes et dirige l'équipe d'animateurs comme Zabou, Alain Chaufour, Julie Bataille ou Marie Dauphin.
À l'antenne, il propose les rubriques Maraboud'ficelle avec le dessinateur Cabu et Bouquin, bouquine. En mai 1979, il crée l'émission Disney Dimanche.
En 1979, il est journaliste à France Culture, où il devient présentateur du journal de 1984 à 1986.
À partir du 10 janvier 1985 (et ce jusqu'en 2017 en presque continu), il présente sur Antenne 2 (devenue par la suite France 2) la nouvelle émission matinale de la deuxième chaîne publique, Télématin, qu'il produit à partir de 1990. Sa seule absence de l'émission devenue emblématique de la chaîne est, de 1986 à 1989, quand il coprésente le journal de 13 h d'Antenne 2 avec Patricia Charnelet. L'audience du journal dépasse alors celle du 13 h de TF1 présenté par Yves Mourousi.
Tout en ayant repris les rênes de l'émission Télématin, il anime ensuite en 1992 l'émission Le Jeu, jusqu'en 1993.
Le 19 septembre 2007, dans Télématin, il a une altercation avec son chroniqueur théâtre, Jean-Philippe Viaud,. La direction générale de France 2 sanctionne William Leymergie par une mise à pied de deux semaines, début octobre 2007. Interrogé par un journaliste à ce sujet, il reconnaît avoir « agi plus avec du sang qu'avec des neurones ». Véritable maître de Télématin, qui réalise 50 % de l'audience matinale, « il choisit et révoque ses chroniqueurs, leur dit comment se tenir, se coiffer, s'habiller. C'est un tyran paternaliste », affirme un membre de l'équipe.
De 2005 à 2008, il anime à la radio sur Europe 1 l'émission Générations Europe 1, intitulée Viva Quinqua !.
Au printemps 2017, les bruits courent qu'il a été approché pour rejoindre la chaîne C8. Après un premier démenti, son départ du service public vers la chaîne privée est officialisé le 3 juin,. En effet, William Leymergie a accepté « une belle proposition de Vincent Bolloré ». Le 30 juin 2017, il présente pour la dernière fois Télématin et fait ses adieux avec émotion au service public ; il aura présenté l'émission durant vingt-neuf ans. Laurent Bignolas le remplace.
Le 11 septembre 2017, il présente la première édition de sa nouvelle émission sur C8, William à midi !, diffusée de 12 h 40 à 13 h 50 depuis cette date. Le 18 décembre 2024, Le Parisien annonce que l'émission devrait s'arrêter le 28 février 2025 à la suite de la suppression de l'autorisation d'émettre sur la TNT pour C8. Le 19 février 2025, le Conseil d'État confirme que l'autorisation est supprimée. L'émission s'arrête donc le 27 février 2025 après sept ans et demi, et 1 280 émissions. William Leymergie remercie dans le dernier épisode les dirigeants de Canal+, et notamment Vincent Bolloré pour qui il a accepté de faire cette émission.

### Chanson et cinéma
William Leymergie interprète en 1984 le générique français et le clip de la série animée inspirée du jeu vidéo Pac-Man. Au cinéma il joue de petits rôles dans quelques films de Claude Lelouch.
Passionné de cinéma, il visionne entre un et deux films par jour depuis plusieurs décennies.

### Écriture
En 2014 il publie son autobiographie, Les Dents du bonheur.
En 2021 paraît son premier roman, Mirebalais ou l’Amour interdit, qui suit le parcours d'un jeune Français ambitieux au XVIIe siècle. Il aimerait que le livre soit adapté en série télévisée.

### Vie privée
Il se marie en 1975 avec Maryline Robin, styliste, puis sculptrice. Ils ont trois enfants, : Géry (1980), Sacha (1982) et Anna. Son épouse meurt en 2020 et est enterrée à Saint-Gatien-des-Bois.
Son fils aîné, Géry Leymergie, est animateur et chroniqueur télé. Il a commencé sa carrière en 2002 sur Disney Channel en animant Zapping Zone, un divertissement pour ados. Il a ensuite assuré en 2004 et 2005 une chronique « bons plans » dans Cas d'école sur France 5. Il a été chroniqueur cinéma et musique dans le Morning Café de M6 de 2006 à mars 2007 aux côtés de Pierre Mathieu et Magloire. Il a rejoint France 2 en avril 2007 pour présenter Mag 2.0, un magazine quotidien pour les jeunes et en 2016 est directeur des programmes BBC France.
En août 2022, William Leymergie officialise sa relation avec l’animatrice de télévision Sophie Davant,.

## Télévision
- 1973-1974 : Un métier, un père
- 1974-1975 : Qu'est ce que c'est ? (TF1)
- 1976 : Lettre Ouverte (TF1)
- 1976 : Restez donc avec nous le lundi (TF1)
- 1978-1984 : Récré A2 (Antenne 2)
- 1979-1981 : Disney Dimanche (Antenne 2)
- 1979-1985 : SVP Disney (Antenne 2)
- 1985-1986 et 1989-2017 : Télématin (Antenne 2 puis France 2)
- 1986-1989 : Le Journal de 13 heures d'Antenne 2
- 1986-1987 : Mambo Satin (émission d’information hebdomadaire pour enfants) (Antenne 2)
- 1992-1993 : Le Jeu (France 2)
- 1999 : Quelle histoire ! (France 2)
- 2013 : C à vous (France 5) : animateur remplaçant (une fois)
- 2017-2025 : William à midi ! (C8)

## Radio
- 1984-1986 : Journal sur France Culture
- 1991-1996 : Fréquences Mômes sur France Inter
- 2005-2008 : Générations Europe 1 sur Europe 1 : animateur
- 2015 : Les pieds dans le plat sur Europe 1 : chroniqueur
- 2021-2022 : Samedi en France sur Europe 1 : animateur
- Depuis 2023 : Balades en France sur Europe 1 : animateur

## Filmographie
- 1995 : Les Misérables de Claude Lelouch : Toureiffel
- 1996 : Hommes, femmes, mode d'emploi de Claude Lelouch : Dufour
- 2005 : Le Courage d'aimer de Claude Lelouch
- 2006 : Roman de gare de Claude Lelouch : voix de la radio Autoroute Info
- 2013 : Y'a pas d'âge : invité dans ce shortcom de France 2
- 2017 : Chacun sa vie de Claude Lelouch

## Publications
- Fréquence Mômes : les enfants ont la parole, Belfond / France Inter, 1995
- Paroles de gosses, Albin Michel, 1997
- Quand les grands étaient petits, Fayard, 2009
- En tête à tête avec Marcel Pagnol (ill. Philippe Lorin, en collaboration avec Jean-Joseph Julaud), Paris, Gründ, 2013, 128 p. (ISBN 978-2-324-00197-0)
- Les Dents du bonheur, Albin Michel, 2014
- Mirebalais ou l'Amour interdit, Albin Michel, 2021.

## Discographie

### Album
- 1980 : Les chansons de Récré A2 (avec Dorothée, Patrick Simpson-Jones et Ariane Gil)

### Simple
Sous le pseudonyme de Willy :
- 1984 : La chanson de Pac Man / Pac Mania[26]

## Distinctions

### Récompenses
- 1992 : prix Média de la fondation pour l'enfance pour l'émission Fréquence Mômes sur France Inter[27].
- 1992 : prix Richelieu pour l'émission Télématin[27].

### Décorations
- 1987 : chevalier de l'ordre national du Mérite[27].
- 2006 : chevalier de la Légion d'honneur[28],[27].
- 2008 : chevalier de l'ordre des Arts et des Lettres[27].
- [Quand ?] : officier du mérite agricole[réf. nécessaire].